# ミッチー・ラブ
ミッチー・ラブ（Mitchi Love、1960年8月5日 - ）は、日本のハーフの元女優。本名、ミッチー・マーガレット・ラブ（Mitchi Margaret Love）。
神奈川県横浜市出身。サニー千葉エンタープライズに所属していた。

## 概要
特技は、空手、体操。父親はアメリカ人で母親は日本人。
3歳の時に父親の仕事の都合で、沖縄県に移住。9歳の時に沖縄でロケをしていたテレビドラマ『キイハンター』（TBS）の撮影現場を観覧していたところを千葉真一の目にとまり、スカウトされる。
1974年に千葉を頼って上京、ジャパンアクションクラブ (JAC) に所属し、志穂美悦子主演のカラテ映画や、1977年放送の特撮テレビドラマ『ジャッカー電撃隊』（テレビ朝日）のカレン水木 / ハートクイン役で出演し、琉球空手をベースにしたアクションを披露していた。当時のプロフィールでは「何度も沖縄に帰ろうかと思ったが、遠くて帰ることができなかった。将来は良いお嫁さんになって三浦友和のような背の高い人と結婚したいです」と述べている。
『ジャッカー電撃隊』で共演した丹波義隆は、1988年のインタビューでミッチー・ラブが通訳や英語教師などを務めていることを証言している。

## 出演

### テレビドラマ
- ザ・ボディガード 第17話「復讐に来た女」（1974年、NET）
- 大非常線 第1話「愛の天使」（1976年、NET） - ローラ・アンドリュース
- 刑事くん 第5部 第10話「ワンピースの微笑」（1976年、TBS） - チコ
- コードナンバー108 7人のリブ （1976年、KTV） - ミッチー・浜田
- スーパー戦隊シリーズ
  - ジャッカー電撃隊 （1977年、ANB） - カレン水木 / ハートクイン
  - バトルフィーバーJ 第16話「格闘技闇の女王」（1979年、ANB） - ブラックタイガー・マリー
- スパイダーマン 第36話「たまねぎ鉄仮面と少年探偵団」（1979年、12ch） - ドクター・ミラクル
- 特捜最前線 第97話「追跡I・白銀に消えた五億円!」・第98話「追跡II・愛と死の大雪原!」（1979年、ANB） - ジェーン
- 太陽にほえろ! 第449話「ドック刑事 雪山に舞う」・第450話「ドック刑事 雪山に斗う」（1981年、NTV）  - 戸倉沙織

### 映画
- 帰って来た女必殺拳 （1975年、東映） - 片平ミッチー
- 女必殺五段拳 （1976年、東映） - ミッチー
- ジャッカー電撃隊VSゴレンジャー （1978年、東映） - カレン水木 / ハートクイン